# Mezilaurus opaca
Mezilaurus opaca är en lagerväxtart som beskrevs av Kubitzki & H. van der Werff. Mezilaurus opaca ingår i släktet Mezilaurus och familjen lagerväxter. Inga underarter finns listade i Catalogue of Life.